# Arrabi ibne Iunus
Arrabi ibne Iunus ibne Abedalá ibne Abi Farua (Al-Rabī’ ibn Yūnus ibn ‘Abd Allāh ibn Abī Farwa; c. 730 - 786) foi um escravo liberto que se tornou um dos principais vizires no início do Califado Abássida, servindo aos califas Almançor (r. 754–775), Almadi (r. 775–785) e Alhadi (r. 785–786).

## História
Arrabi era filho de uma escrava e nasceu perto de Medina por volta de 730. Seu pai, Iunus, o líder de uma família rica, negou sua paternidade e ele, criança, foi enviado para ser criado por outra família e, posteriormente, para uma propriedade no deserto, onde ele executava trabalhos manuais. Ele foi, porém, comprado por Ziade ibne Abedalá Alhariti, o governador de Medina, que, por sua vez, o presentou a Açafá, o primeiro califa abássida. Notado por Almançor por sua erudição literária e especialmente por sua habilidade com a poesia árabe, ele conseguiu se destacar na corte abássida e terminou apontado como hájibe e, eventualmente, vizir. Ele é geralmente mencionado pelos historiadores como uma figura poderosa, controlando o acesso ao califa e um administrador capaz.
Ele supervisionou a construção de Karkh, o subúrbio comercial fora das muralhas de Bagdá e também do chamado Palácio da Eternidade, residência preferencial dos califas. Arrabi chegou a receber de Almançor um quarto da nova cidade como presente e a batizou com seu nome (kati’at al-Rabi’). Ele foi instrumental em assegurar a sucessão tranquila de Almadi, mas foi substituído como vizir por Abu Ubaide Alá e retornou ao seu posto de hájibe, que, enquanto isso, fora ocupado por seu filho Alfadle ibne Arrabi. Quando Ubaide Alá o insultou durante uma visita, Arrabi conseguiu derrubá-lo no ano 779/80 acusando e provando que seu filho não era um fiel muçulmano. Ele não retornou ao posto de vizir, porém, até o reinado de Alhadi, quando, por um breve período ele foi vizir, hájibe e chefe da chancelaria. Logo depois, porém, ele foi substituído e permaneceu apenas na direção do divã orçamentário (diwan al-azimma).
Arrabi morreu no início de 785 ou 786. Seu filho, Alfadle, ocupou uma posição igualmente influente na corte de Harune Arraxide (r. 786–809) depois dele.